# Vini Poncia
Vincent "Vini" Poncia, född 29 april 1942, är en amerikansk musiker, låtskrivare och producent.
Under 1960-talet skrev Poncia låtar åt bland annat The Ronettes och The Crystals och spelade i bandet The Trade Winds, senare känt som The Innocence, som gav ut ett självbetitlat album 1967. Under 1970-talet medverkade han som låtskrivare och musiker på flera av Ringo Starrs soloalbum. Han producerade 1978 Kiss-medlemmen Peter Criss självbetitlade soloalbum och senare även Kiss-albumen Dynasty (1979) och Unmasked (1980). Han producerade ytterligare ett soloalbum av Criss, Let Me Rock You (1982), och skrev flera av låtarna på Kiss Hot in the Shade (1989).